# ناثاليا ألفارو
ناثاليا ألفارو (8 أبريل 1987 في كوستاريكا - ) (بالإسبانية: Natalia Alfaro)‏ هي لاعب كرة طائرة شاطئية ولاعبة كرة طائرة كوستاريكا. شاركت في الكرة الطائرة في الألعاب الأولمبية الصيفية 2016 وbeach volleyball at the 2016 Summer Olympics ‏ و2015 Beach Volleyball World Championships ‏.

## وصلات خارجية
- ناثاليا ألفارو على موقع الاتحاد الدولي beach volleyball database (الإنجليزية)
- ناثاليا ألفارو على موقع قاعدة بيانات الكرة الطائرة الشاطئية (الإنجليزية)
- ناثاليا ألفارو على موقع اللجنة الأولمبية الدولية (الإنجليزية)
- ناثاليا ألفارو على موقع أوليمبيديا (الإنجليزية)